# Yuanguang (134-129 av. J.-C.)
Pour les articles homonymes, voir Yuanguang.

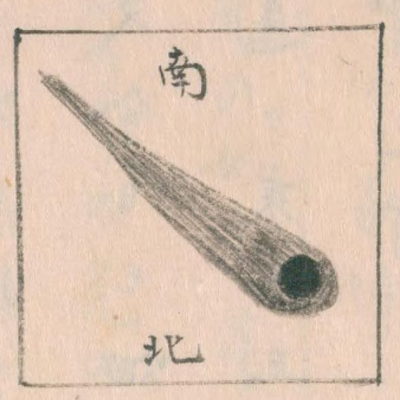
« Étoile à queue de tigre » (comète C/1664 W1), dessin du journal de Hitoshi Saburō, Japon, 1665.

L'ère Yuanguang, ou Yuan-kouang (135-129 av. J.-C.) (chinois traditionnel et simplifié : 元光 ; pinyin : Yuánguāng ; litt. « Lumière originelle ») est la seconde ère chinoise de l'empereur Wudi de la dynastie Han.
Tout comme les premières ères du règne de Wudi, l'ère Yuanguang n'a été proclamée que rétroactivement lorsque Wudi institua le système d'ère.
Selon les annales historiques, le nom de cette ère, « lumière originelle », viendrait du fait qu'une comète apparut en 135 av. J.-C., événement jugé suffisamment important pour justifier la proclamation d'une nouvelle ère. Ainsi, selon le dix septième chapitre du Zizhi Tongjian, au huitième mois de la sixième année de Jianyuan « apparut une comète à l'est qui traversa le ciel dans toute sa longueur. »

## Chronique

### 1reannée(134av. J.-C.)
- Institution du système xiaolian (« piété filiale et incorruptibilité »).
- Dong Zhongshu est promu conseiller après l'examen de lettré.

### 2eannée(133av. J.-C.)
- Bataille de Mayi. Le plan conçu par Nie Wengyi pour piéger Junchen le chanyu des Xiongnu échoue et la paix entre les Xiongnu et les Han est définitivement rompue.

### 5eannée(130av. J.-C.)
- Mort de Liu De, roi du royaume de Hejian.

### 6eannée(129av. J.-C.)
- Première expédition de Wei Qing contre les Xiongnu.

| Yuanguang              | 1re année     | 2de année     | 3e année      | 4e année      | 5e année      | 6e année      |
| ---------------------- | ------------- | ------------- | ------------- | ------------- | ------------- | ------------- |
| Calendrier julien      | 134 av. J.-C. | 133 av. J.-C. | 132 av. J.-C. | 131 av. J.-C. | 130 av. J.-C. | 129 av. J.-C. |
| Calendrier sexagésimal | Dingwei       | Wushen        | Jiyou         | Gengxu        | Xinhai        | Renzi         |